# Isla de Csepel
La isla de Csepel [ˈtʃɛpɛl] (en húngaro: Csepel-sziget, en alemán: Tschepele) es una isla en el río Danubio a su paso por Hungría. La isla de Csepel se extiende desde el sur de la capital del país, Budapest, hasta la frontera entre los condados de Pest (al que pertenece la isla), Bács-Kiskun y Fejér. 

## Geografía
La isla de Csepel se encuentra en el centro de Hungría y llega desde Csepel, ahora distrito XXI de Budapest, hasta la frontera con Tass, que ya se encuentra en el condado de Bács-Kiskun. La parte más septentrional ha pertenecido a Budapest como distrito desde principios de los años cincuenta. La isla, de forma alargada, tiene una superficie de 257 km² y una longitud de 48 km en dirección norte-sur. Situada en el Danubio, divide al río en dos partes: el curso principal, al oeste de la isla, conocido como «Gran Danubio» (en húngaro: Nagy-Duna); y un ramal menor, al este,el «Pequeño Danubio» (Kis-Duna). En ese Pequeño Danubio, tanto a la entrada en el norte como a la salida en el sur, se han construido dos esclusas para regular el nivel del agua.
La zona más densamente poblada de la isla es la parte norte, que perteneciente a la capital. Aparte de ese distrito, a lo largo de la isla hay varias ciudades más pequeñas, entre las cuales las más importantes son Ráckeve, Tököl y Szigetszentmiklós. Al este de la isla de Csepel, sobre el Pequeño Danubio, se localiza el puente Gubacsi. Esta parte oriental de la isla se aprovecha principalmente para realizar actividades de ocio, como pueden ser la numerosas posibilidades de pesca y los clubes de deportes acuáticos, entre los que destacan kayak y el remo. La isla de Csepel cuenta con una línea de ferrocarril de cercanías (Helyiérdekű Vasút (HÉV)) que conecta Budapest con Ráckeve.

### Ciudades
En la isla de Csepel se encuentran las siguientes ciudades y localidades:
- Csepel (distrito de Budapest)
- Halásztelek
- Szigetszentmiklós
- Szigethalom
- Tököl
- Szigetcsép
- Szigetújfalu
- Szigetszentmárton
- Ráckeve
- Lórév
- Szigetbecse
- Makád

## Industria
La mayor instalación industrial data de la época socialista y era por entonces de Manfréd Weiss. Posteriormente, la fábrica fue nacionalizada. La isla de Csepel fue un bastión para la clase obrera. En la Csepel Vas- és Fémművek ("Fábrica de hierro y metal de Csepel") se fabricaron bicicletas, motocicletas y camiones. Tras el giro político a principios de los años noventa la fábrica se dividió en varias empresas. Sin embargo, Csepel no está considerada como zona industrial. 
Gracias a su localización en las proximidades de Budapest, en la ribera del "Gran Danubio" se construyó una zona franca o puerto libre.